# 15 forche per un assassino
15 forche per un assassino è un film del 1967 diretto da Nunzio Malasomma.

## Trama
I membri di due bande rivali, comandate da Billy e Sandy, vengono accusate di un tremendo triplice assassinio di tre donne, ma che loro non hanno commesso. Perseguitati da tutti gli uomini del villaggio, si rifugiano in un forte abbandonato.